# 王建立 (外交官)
王建立（1938年6月—），河北宛平人，中华人民共和国政治人物、外交官。

## 生平
1965年，进入中华人民共和国外交部工作，1992年10月，出任中华人民共和国驻牙买加大使。1995年，任外交部干部司司长。1998年4月，出任中华人民共和国驻文莱大使。2000年5月，自驻文莱大使离任。

## 家庭
已婚，妻子是张敬梅。